# Fransmans

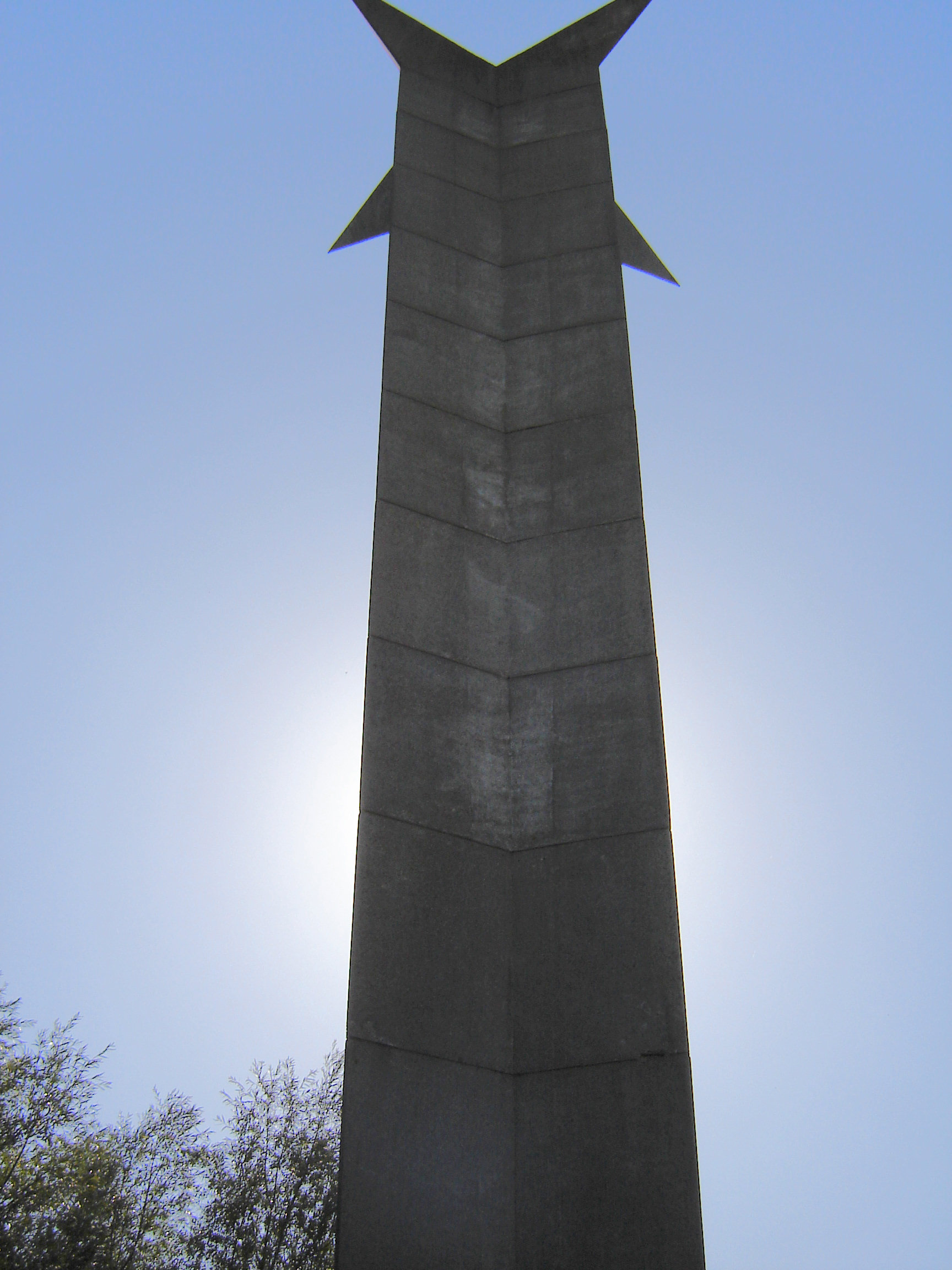
Monument voor de 'fransmans' langs de E17 in Aalbeke

De fransmans waren Vlaamse seizoenarbeiders die in de tweede helft van de 19e eeuw tot in de tweede helft van de 20e eeuw jaarlijks naar Frankrijk trokken om er te werken. Ze werkten er op de bietenvelden voor het zetten of rooien van bieten, waren actief in de suikerfabrieken, in de vlasnijverheid of in de cichorei-asten. 

## Geschiedenis
Vanaf de eerste helft van de 19e eeuw was België het eerste land op het Europese vasteland waar de Industriële revolutie plaatsvond. Deze bracht echter vooral werkgelegenheid in Wallonië. Vlaanderen was daarentegen een plattelandsgebied met landbouw en veeleer ambachtelijke nijverheid. Herhaalde mislukte oogsten en de toenemende invoer uit andere werelddelen brachten economische problemen. Steden als Gent en Antwerpen kenden nog welvaart en industrie, maar in veel landelijke gebieden heerste halverwege de 19e eeuw armoede en ziekte. Naast de emigratie naar Amerika trokken dan ook veel Vlamingen naar Noord-Frankrijk om er te werken als seizoenarbeider. De meesten kwamen uit West-Vlaanderen, de Scheldestreek in Oost-Vlaanderen, het Hageland en de Zuiderkempen. Ook uit het Waalse Henegouwen trokken jaarlijks duizenden mensen heen- en terug. De West- en Oost-Vlaamse arbeiders trokken vooral naar Frankrijk; deze uit het Hageland en de Kempen trokken ook naar Wallonië.

## Namen
De seizoenarbeiders werden met verschillende namen aangeduid. Daar de meesten naar Frankrijk trokken, sprak men vooral van fransmans. Men sprak ook van "trimards". De naam "bietenmannen" werd gebruikt aangezien de meesten bieten gingen zetten of rooien. Een Franse bijnaam voor de Vlaamse arbeiders was "Les Godverdommes". De seizoenarbeiders die vanuit het Hageland of de Kempen naar Wallonië trokken werden "Walenmannen" genoemd.

## Bekende personen
Enkele personen raakten bekend omwille van hun inzet voor de Vlaamse seizoenarbeiders:
- Edmond Denys ("Pasterke Denys"), pastoor en aalmoezenier voor de seizoenarbeiders in de eerste twee decennia van de 20ste eeuw
- Joris De Jaeger ("Pastertje De Jaeger"), pastoor-deken en aalmoezenier voor de seizoensarbeiders van 1953 tot 1987
- Leon Bruggeman, ACV-secretaris die zich om de fransmans bekommerde

## Cultuur

### Monumenten en musea
- In de gemeente Koekelare is een museum aan de fransmans gewijd. In het centrum staan enkele monumenten en gedenkstenen voor de vele fransmans uit de gemeente. Koekelare onderhoudt sinds het eind van de 20e eeuw banden met het Franse Livry-Louvercy om de bietenmannen te herdenken. In de Franse gemeente staan enkele monumenten, waaronder een beeld van Willem Vermandere.
- In het centrum van Maria-Aalter staat een monument van Cyr Frimout voor de seizoenarbeiders.
- In Rillaar staat een beeld van Jan Peirelinck, dat een Rillaarse seizoenarbeider voorstelt. In 2003 werd ook een postzegel uitgegeven waarop dit beeld staat.
- Een monument voor de kerk van Madonna herdenkt de seizoensarbeiders.
- In Klerken staat het beeld van de "seizoenarbeider", uit 1968. In het dorp is ook een straat naar deze mensen genoemd, de "Seizoenwerkersstraat".
- In 1974 werd in Aalbeke langs de snelweg E17 naar Frankrijk het monument De Sjouwer opgericht ter ere van de seizoen- en grensarbeiders.

### Romans en toneel
Verschillende Vlaamse auteurs schreven romans over het leven van de seizoenarbeiders:
- De Trimards, Warden Oom, 1912
- Suiker (toneelstuk), Hugo Claus, 1958